# Nascar Craftsman Truck Series 2008
Nascar Craftsman Truck Series 2008 kördes över 25 omgångar.

## Delsegrare
| Bana            | Vinnare       |
| --------------- | ------------- |
| Daytona         | Todd Bodine   |
| Fontana         | Kyle Busch    |
| Atlanta         | Kyle Busch    |
| Martinsville    | Dennis Setzer |
| Kansas Speedway | Ron Hornaday  |
| Charlotte       | Matt Crafton  |
| Mansfield       | Donny Lia     |
| Dover           | Scott Speed   |
| Texas           | Ron Hornaday  |
| Michigan        | Erik Darnell  |
| Milwaukee       | Johnny Benson |
| Memphis         | Ron Hornaday  |
| Kentucky        | Johnny Benson |
| O'Reilly        | Johnny Benson |
| Bristol         | Kyle Busch    |
| Gateway         | Ron Hornaday  |
| New Hampshire   | Ron Hornaday  |
| Las Vegas       | Mike Skinner  |
| Talladega       | Todd Bodine   |
| Martinsville    | Johnny Benson |
| Atlanta         | Ryan Newman   |
| Texas           | Ron Hornaday  |
| Phoenix         | Kevin Harvick |
| Homestead       | Todd Bodine   |

## Slutställning
| Plats | Förare        | Poäng |
| ----- | ------------- | ----- |
| 1     | Johnny Benson | 3725  |
| 2     | Ron Hornaday  | 3718  |
| 3     | Todd Bodine   | 3621  |
| 4     | Erik Darnell  | 3412  |
| 5     | Matt Crafton  | 3392  |
| 6     | Mike Skinner  | 3363  |
| 7     | Rick Crawford | 3315  |
| 8     | Dennis Setzer | 3197  |
| 9     | Jack Sprague  | 3125  |
| 10    | Terry Cook    | 3072  |